# Prínia gràcil

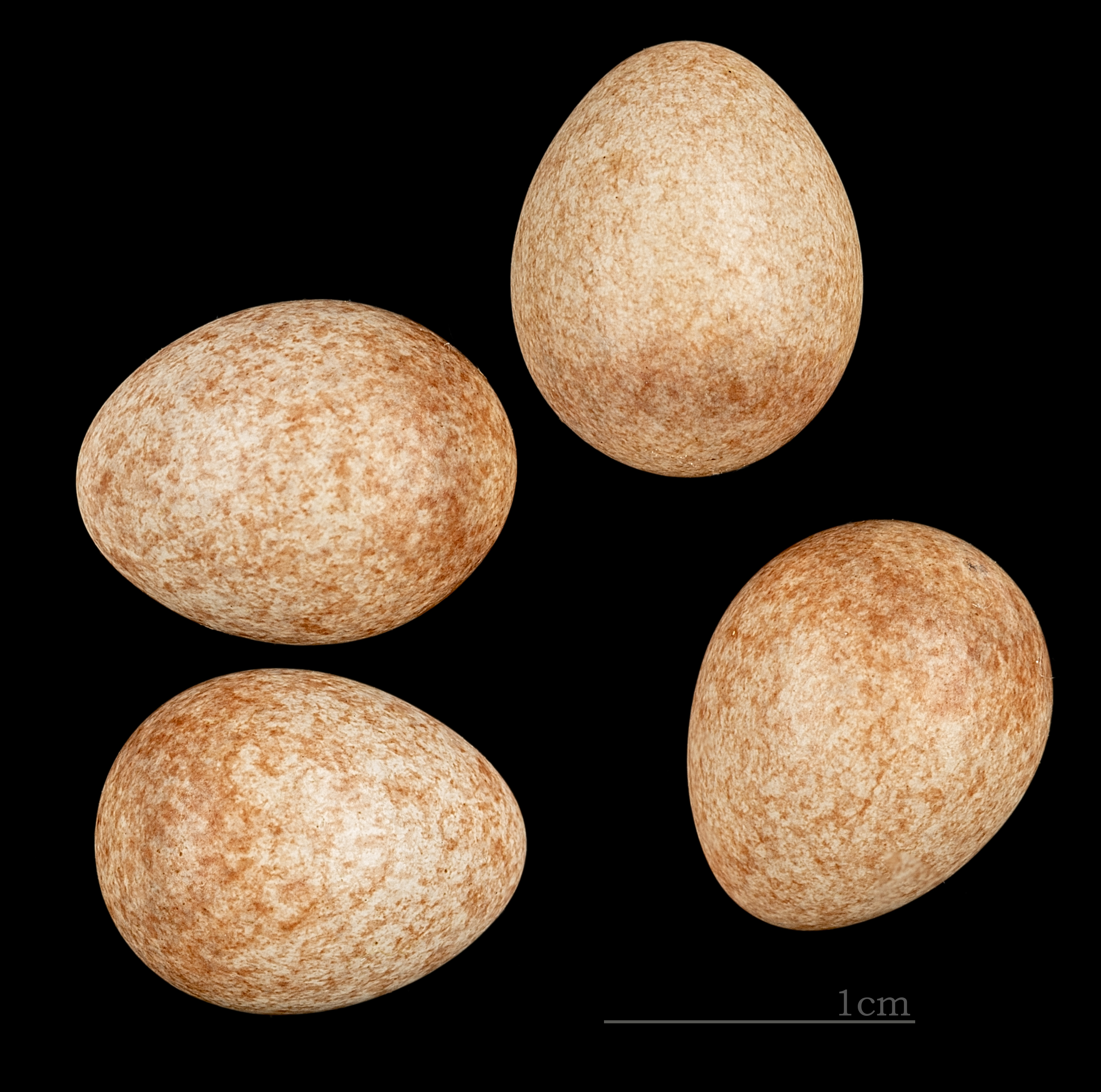
Prinia gracilis palaestinae

La prínia gràcil (Prinia gracilis) és una espècie d'ocell de la família dels cisticòlids (Cisticolidae) que habita matolls de la vall del Nil, ambdues costes del Mar Roig, Somàlia, sud de Turquia, Pròxim Orient i des d'Iraq i sud-est de l'Iran cap a l'est, pel sud-oest de l'Afganistan fins al Pakistan, nord de l'Índia i Bangladesh.